# Merodon splendens
Merodon splendens är en tvåvingeart som beskrevs av Hurkmans 1993. Merodon splendens ingår i släktet narcissblomflugor, och familjen blomflugor. Inga underarter finns listade i Catalogue of Life.